# Malu tianshi
Mǎlù tiānshǐ (chino tradicional: 馬路天使 chino simplificado:馬路天使 español: El ángel de la calle) es una película china de 1937, dirigida por Muzhi Yuan y protagonizada por la icónica actriz y cantante Zhou Xuan y el popular actor Zhao Dan.
La historia se desarrolla en los barrios marginales de Shanghái y narra la vida de una banda de marginados oprimidos: un cantante de una casa de té, un trompetista, un vendedor de periódicos y una prostituta. La película se considera una obra maestra del cine chino y del movimiento de izquierda. También alude a la invasión japonesa que afectaba a China en ese momento y los efectos combinados de la modernización y el colonialismo en Shanghái.
Es una de las primeras películas sonoras filmadas en China. Las dos canciones que se interpretan en el filme 四季歌 (La canción de las estaciones) y 天涯 歌女 (Tianya Genü, La cantante al borde del cielo), se convirtieron en clásicos de la canción china.